# Styrelsen for Patientklager
Styrelsen for Patientklager er en styrelse under Sundheds- og Ældreministeriet. Den er oprettet pr. 1. juli 2018, som et resultat af en opsplitning af Styrelsen for Patientsikkerhed og efter udflytningen af statslige arbejdspladser i 2018.
Styrelsen for Patientklager arbejder for patientsikkerhed og retssikkerhed i sundhedsvæsenet. Styrelsens hovedopgave er at behandle klager over sundhedsfaglig behandling i det danske sundhedsvæsen.

## Organisation
Styrelsen for Patientklager er overordnet opdelt i nedenstående enheder:
Visitation
Visitationen modtager og visiterer de klagesager, styrelsen modtager.
Center for Behandlingsklager
Center for Behandlingsklager behandler klager over sundhedsfaglige behandling. Det omfatter klager over undersøgelse, diagnose og sygdomsbehandling; fødselshjælp; pleje; genoptræning; forebyggelse og sundhedsfremme i forhold til den enkelte patient; information om og samtykke til behandling; journalføring; sundhedspersoners tavshedspligt eller lægeerklæringer.
Under Center for Behandlingsklager hører også sekretariat for Det Psykiatriske Ankenævn, sekretariat for Tvangsbehandlingsnævnet og sekretariat for Sundhedsvæsenets Disciplinærnævn.
Jura og Rettigheder
Jura og Rettigheder behandler klager, hvor borgere mener, at en kommune, et sygehuset, Udbetaling Danmark eller en regionen har tilsidesat en eller flere af patientrettigheder.
Sekretariat for Ankenævn
Sekretariat for Ankenævn er sekretariat for:
- Ankenævnet for Patienterstatningen Nævnet behandler klager over afgørelser fra Patienterstatningen om erstatning for behandlings- og lægemiddelskader.

- Abortankenævnet Nævnet behandler klager over de afgørelser, der træffes i de regionale abort- og sterilisationssamråd. Det fører også tilsyn med de regionale samråd, for at sikre en ensartet behandling af sagerne i hele landet. som behandler klager over patienterstatningens afgørelser vedrørende lægemiddelskader.

Sundhedsfaglige og sagkyndige
Sundhedsfaglige og sagkyndige koordinerer samarbejdet med de sundhedsfaglige konsulenter, som styrelsen benytter sig af. Styrelsen har tilknyttet cirka 500 primært læger, men også andre sundhedspersoner, der fungerer som eksterne sagkyndige i forbindelse med klagesager.
Der er også en række interne sundhedsfaglige konsulenter ansat i styrelsen.